# John Box
John Box (* 27. Januar 1920 in London; † 7. März 2005 in Leatherhead, Grafschaft Surrey) war ein britischer Filmarchitekt.

## Leben und Wirken
Box verbrachte seine Kindheit in Ceylon und interessierte sich schon früh für Baukunst. Daraufhin begann er ein Architekturstudium in London. Im Jahr 1947 startete er ein sechs Jahre andauerndes Praktikum inklusive Assistenzzeit bei den Denham Studios, ehe er 1953 Chefarchitekt wurde.
Sein großes Gestaltungstalent konnte Box bei den wichtigsten britischen Großproduktionen der 1960er bis 1980er Jahre unter Beweis stellen, davon zeugen vor allem seine herausragenden Dekors zu David Leans Monumental-Epen Lawrence von Arabien, Doktor Schiwago und Reise nach Indien. Gerühmt wurde vor allem sein umfassendes Stilempfinden und das Vermögen, eine bestimmte Epoche und ihre Lebensumstände durch Filmarchitektur erlebbar zu machen: so z. B. das viktorianische England in Oliver, das Britannien Heinrichs VIII. in Ein Mann zu jeder Jahreszeit und das ausgehende Zarentum in Russland 1917/18 in Nikolaus und Alexandra.
Von seinen letzten Arbeiten stach vor allem Die unheimliche Macht hervor, eine in einer kargen rumänischen Festung spielende Mischung aus Horror- und Kriegsfilm, für den Box eine rauch- und nebelgeschwängerte, apokalyptische, endzeitliche und lichtdurchflutete Welt mit Kreuzen, Gruften und Grotten kreierte.
Er wurde mehrfach für den Oscar in der Kategorie Bestes Szenenbild nominiert und viermal damit ausgezeichnet. Drei Mal konnte er den BAFTA Award in der Kategorie Bestes Szenenbild gewinnen. Im Jahr 1999 wurde er mit dem London Critics’ Circle Film Award für sein Lebenswerk ausgezeichnet.

## Filmografie (Auswahl)
- 1954: Kennwort: Berlin-Tempelhof (A Prize of Gold)
- 1962: Lawrence von Arabien (Lawrence of Arabia)
- 1964: Der Menschen Hörigkeit (Of Human Bondage)
- 1965: Die total verrückte Büroparty (The Wild Affair)
- 1965: Doktor Schiwago (Doctor Zhivago)
- 1966: Ein Mann zu jeder Jahreszeit (A Man for All Seasons)
- 1968: Oliver (Oliver!)
- 1971: Nikolaus und Alexandra (Nicholas and Alexandra)
- 1972: Reisen mit meiner Tante (Travels with My Aunt)
- 1974: Der große Gatsby (The Great Gatsby)
- 1975: Rollerball
- 1977: Atemlos vor Angst (Sorcerer)
- 1983: Die unheimliche Macht (The Keep)
- 1984: Reise nach Indien (A Passage to India)
- 1992: Unbeschreiblich weiblich (Just Like a Woman)
- 1994: Black Beauty
- 1995: Der 1. Ritter (First Knight)

## Auszeichnungen
Oscar
- 1963: Bestes Szenenbild für Lawrence von Arabien
- 1966: Bestes Szenenbild für Doktor Schiwago
- 1969: Bestes Szenenbild für Oliver
- 1972: Bestes Szenenbild für Nikolaus und Alexandra
- 1973: Nominierung in der Kategorie Bestes Szenenbild für Reisen mit meiner Tante
- 1985: Nominierung in der Kategorie Bestes Szenenbild für Reise nach Indien

BAFTA Award
- 1968: Bestes Szenenbild für Ein Mann zu jeder Jahreszeit
- 1969: Nominierung in der Kategorie Bestes Szenenbild für Oliver
- 1972: Nominierung in der Kategorie Bestes Szenenbild für Nikolaus und Alexandra
- 1975: Bestes Szenenbild für Der große Gatsby
- 1976: Bestes Szenenbild für Rollerball
- 1986: Nominierung in der Kategorie Bestes Szenenbild für Reise nach Indien

London Critics’ Circle Film Award
- 1999: Ehrenpreis für das Lebenswerk